# Musée des Arts décoratifs de Strasbourg
 (février 2022).
Pour les articles homonymes, voir Musée des arts décoratifs.
Le musée des Arts décoratifs de Strasbourg est un musée consacré aux arts décoratifs, installé au rez-de-chaussée de l’ancienne résidence des princes-évêques de la métropole alsacienne, le palais Rohan.

## Collections
Le musée est issu des collections du Hohenlohe-Museum fondé en 1890 par Wilhelm von Bode et transféré au palais des Rohan en 1898. Il comprend deux parties : les appartements des cardinaux de Rohan et les collections d’arts décoratifs strasbourgeois de la première époque française, allant de 1681 à 1871. L’art décoratif des générations précédentes est exposé au musée de l'Œuvre Notre-Dame voisin.
Les collections d'arts décoratifs sont présentés au sein de l'ancienne aile des écuries du palais Rohan. Elles comprennent tout particulièrement un ensemble considérable de faïences de Strasbourg issue de la manufacture de porcelaine et de faïences des frères Jean et Paul Hannong, des pièces de la faïencerie de Niderviller ainsi que les œuvres des dynasties d’orfèvres strasbourgeois Kirstein et Imlin. Ces productions témoignent de l'âge d'or de l'artisanat strasbourgeois au XVIIIe siècle. 
Les appartements des princes-évêques sont reconstitués dans un état proche de l’aspect qu’ils présentaient avant les bombardements du palais Rohan intervenus en 1870 et 1944. Ils s’ornent de stucs, fresques, trompe-l’œil, tapisseries, lustres, chinoiseries authentiques et imitées, peintures sur toile et sur bois et meubles typiques des styles rococo et, pour certaines salles, Premier Empire, à un haut niveau d’exécution technique et artistique.

## Galerie

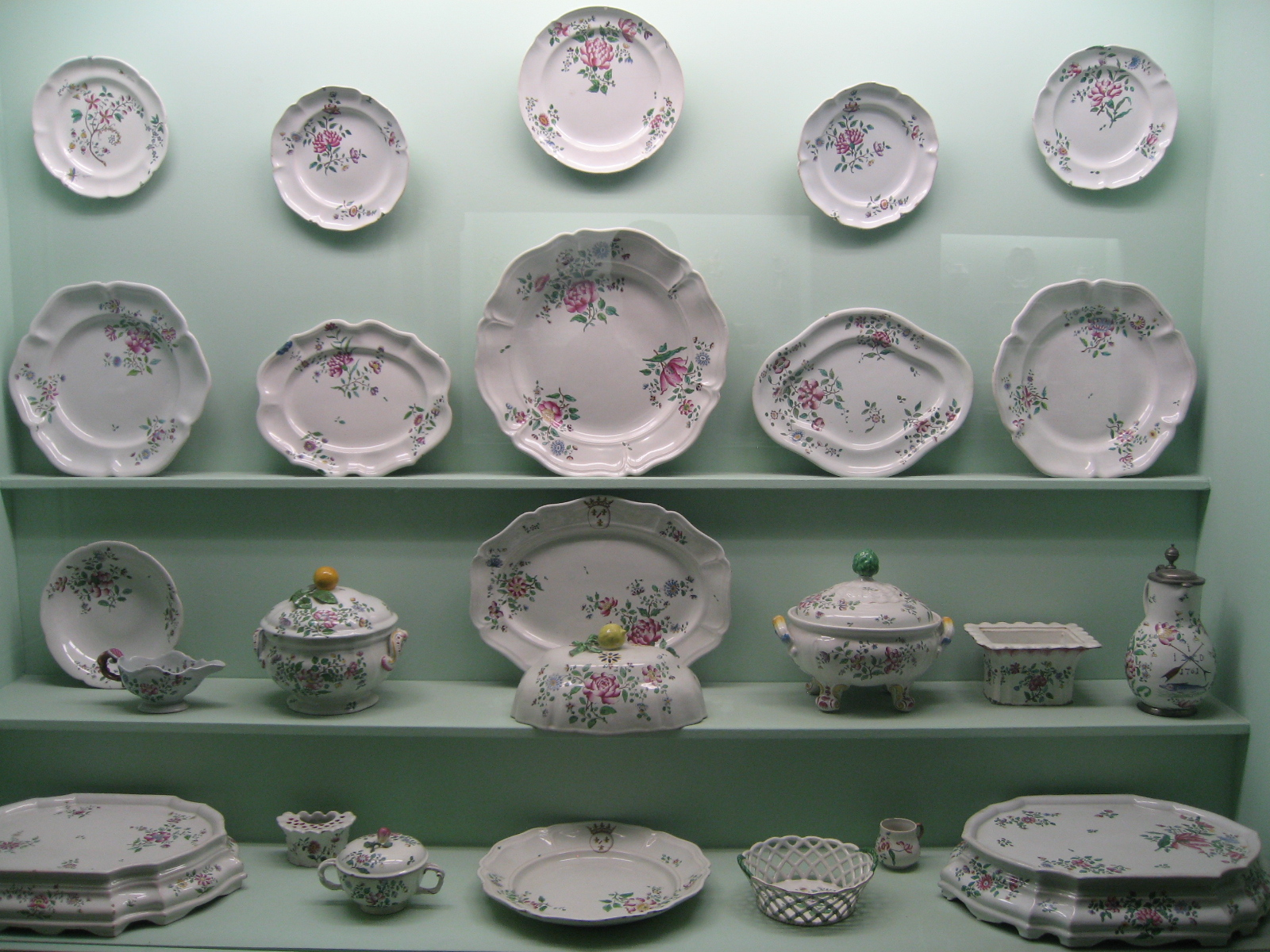
Porcelaine, par Paul Hannong
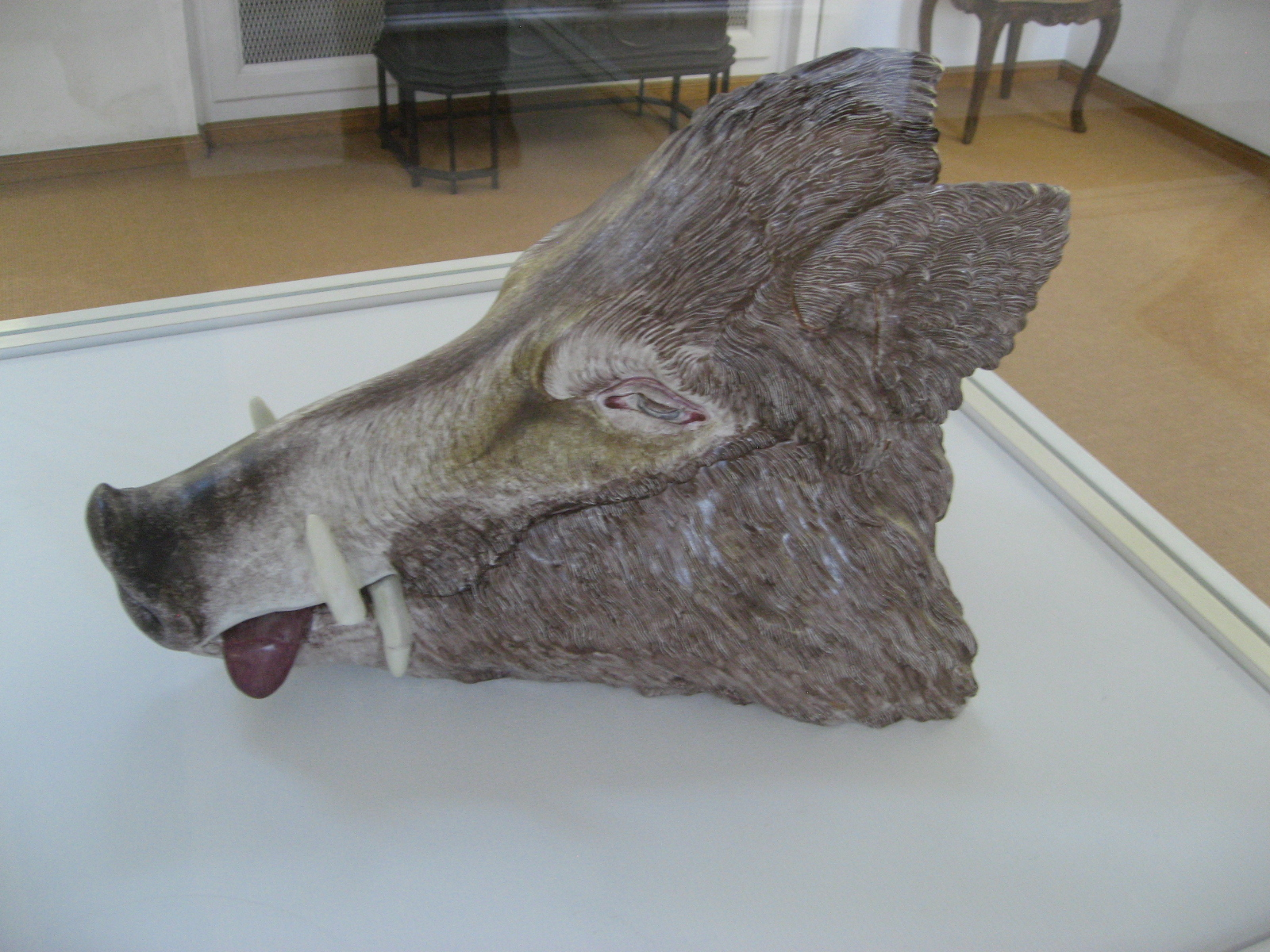
Terrine en forme de tête de sanglier, par Paul Hannong
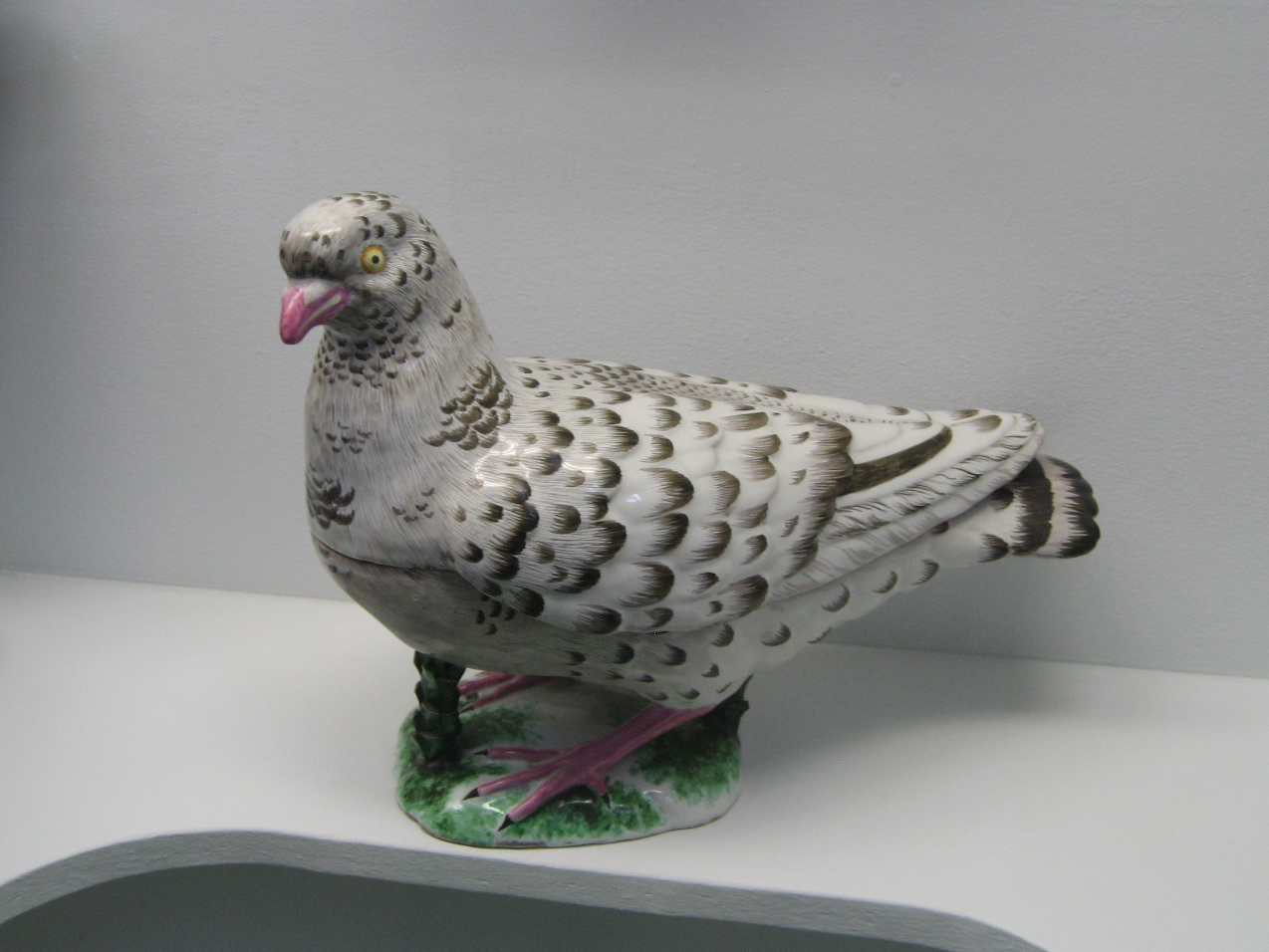
Terrine en forme de colombe, par Paul Hannong
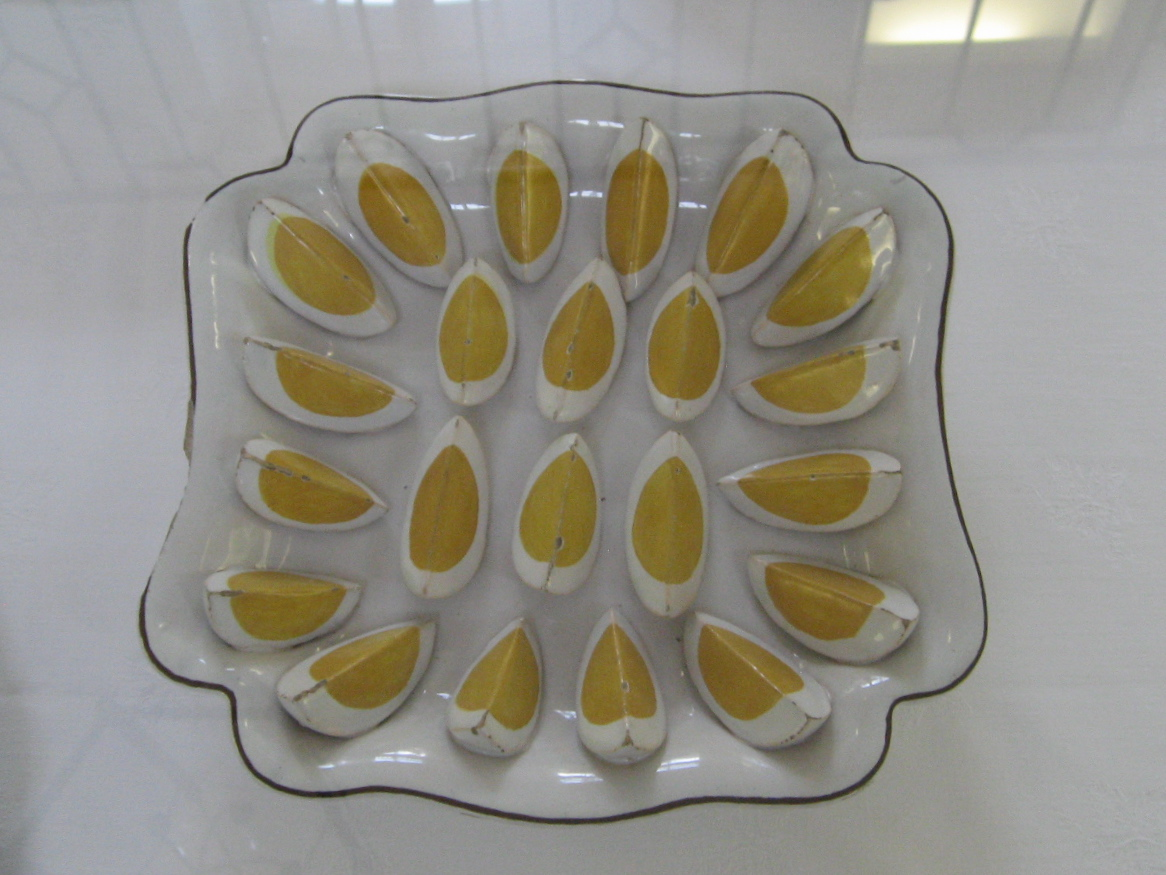
Œufs durs, par Paul Hannong
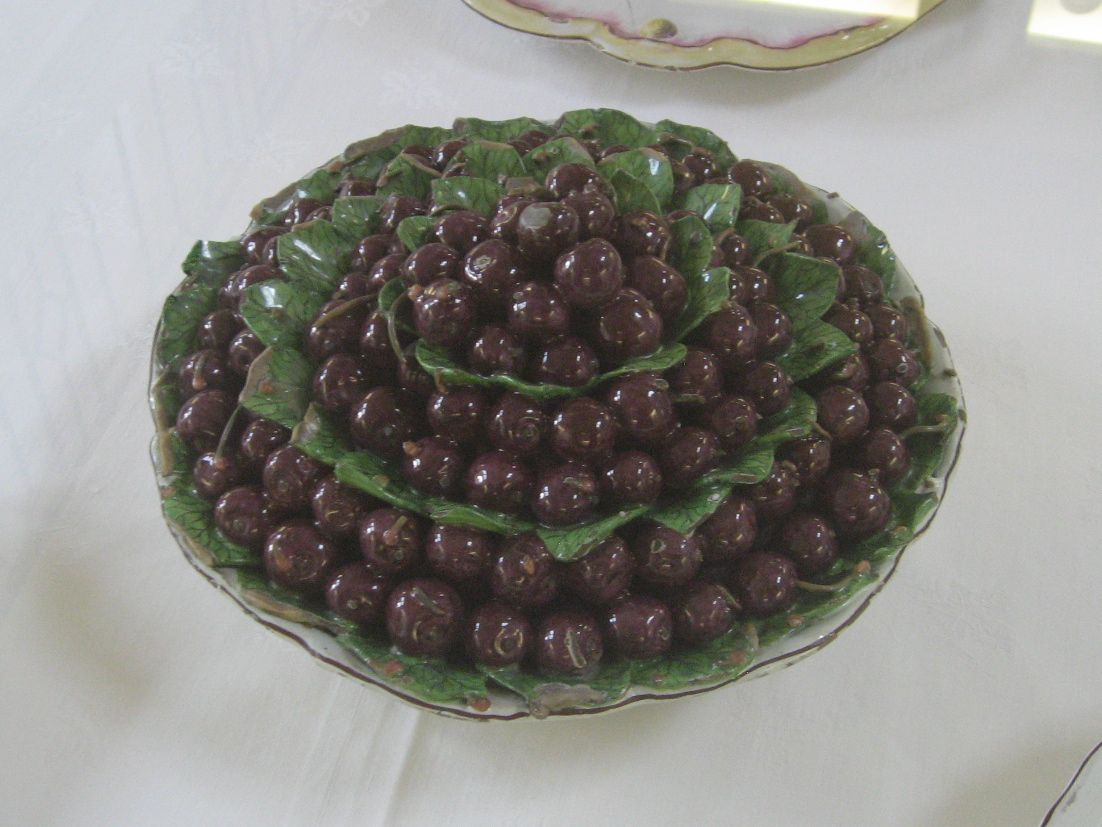
Cerises, par Paul Hannong
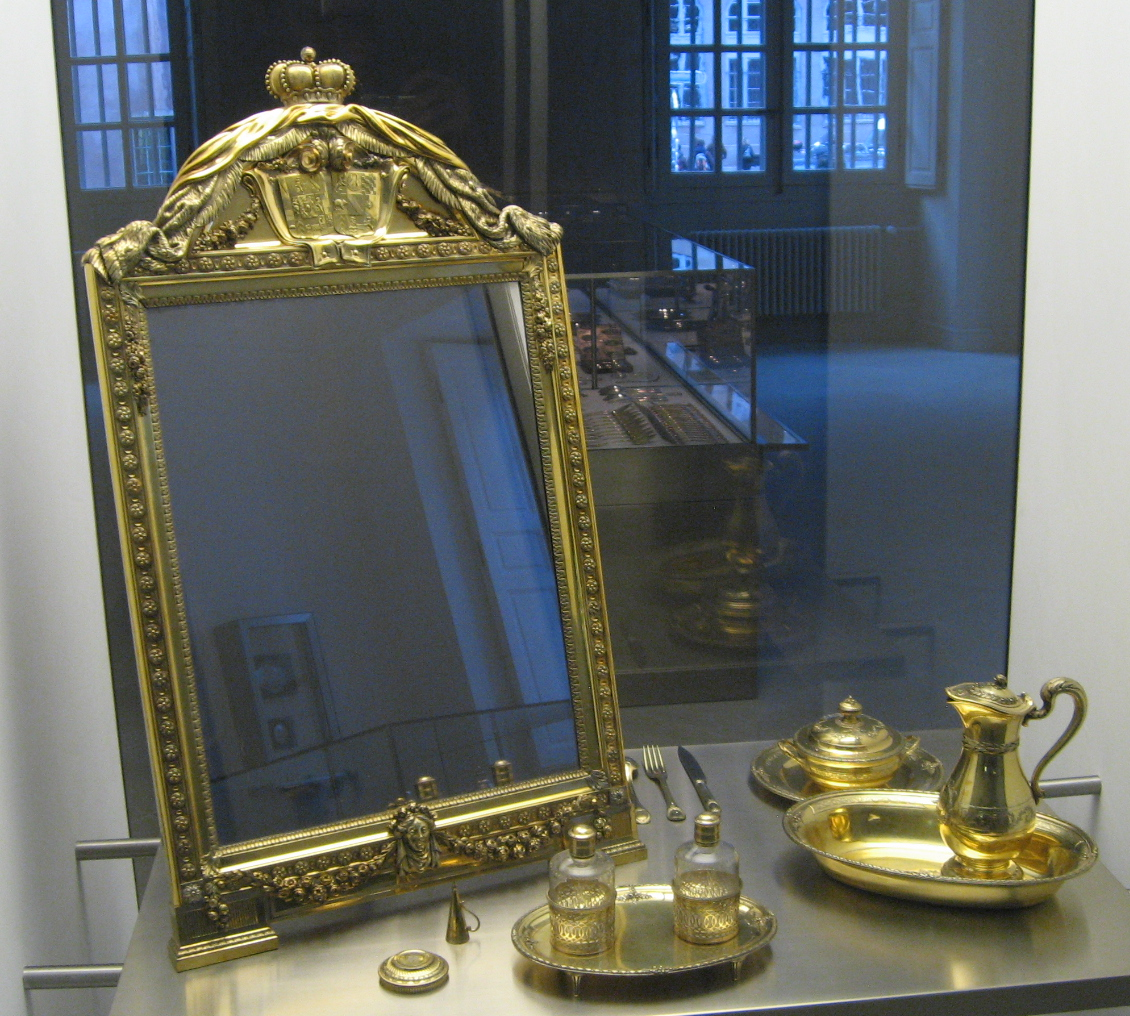
Service en vermeil de la princesse des Deux-Ponts, par Jean-Jacques Kirstein